# Сол Пърлмутър
 Сол Пърлмутър (на английски: Saul Perlmutter) е американски физик и астроном, носител на Нобелова награда за физика за 2011 г. за „откриването на ускореното разширяване на Вселената чрез наблюдението на експлодиращи звезди, известни като супернова“.

## Биография
Роден е на 22 септември 1959 г. в Шампейн-Урбана, Илинойс. Завършва Харвард с отличие през 1981 и получава докторска степен по физика от Калифорнийския университет, Бъркли през 1986 г.
Преподава и е професор в Калифорнийския университет и в Лоурънс.